# Lissi Nos
Lissi Nos est une commune urbaine sous la juridiction de Saint-Pétersbourg.